# Raoul Boudier
Pour les articles homonymes, voir Boudier.
Raoul Boudier, né à Paris le 14 mars 1858 et mort à Saint-Cloud le 3 mars 1938, est un peintre et illustrateur français.

## Biographie
Élève de Léon Bonnat et de Fernand Cormon, peintre de portraits, de paysages et de natures mortes, il obtient une médaille d'argent à l'exposition de Versailles en 1880 et expose au Salon des artistes français de 1884 à 1922 ainsi qu'au Salon d'automne et au Salon d'hiver en 1923.
Officier de l'instruction publique, ses toiles les plus connus restent Portraits de M. M. Debaker, Darcy, Commandant Lecomte et le Portrait du père de l'artiste. 
En 1934, il lègue au Musée du Louvre les toiles Portrait du Lieutenant Général André Henri Jean van-der-Plaat tenant à la main une tabatière en or offerte par Catherine de Russie, Portrait de l'Amiral ven-der-Plaat, Portrait de M. Decker van-der-Plaat van Flonswick ainsi qu' une miniature du même portrait, peints par Hodjes (Hodges ?), la dite tabatière en or avec dédicace gravée à l'intérieur, une marine de Van-den-Velde et un pastel de Jen Cate, Soleil couchant derrière les Invalides. Le Musée du Louvre lui répond que les tableaux sont sans intérêt et refuse le legs.